# Guillermo Arellano
Pour les articles homonymes, voir Arellano (homonymie).
Guillermo Arellano Moraga (né à Santiago le 21 août 1908 et mort le 16 février 1999) est un footballeur international chilien.

## Biographie
Il a évolué en tant qu'attaquant pour le club chilien de Colo-Colo, ainsi que pour l'équipe du Chili de football.
Il est surtout connu pour avoir fait partie des 19 joueurs chiliens sélectionnés par l'entraîneur hongrois György Orth avec qui il dispute la Coupe du monde de football 1930 en Uruguay.